# Dandong

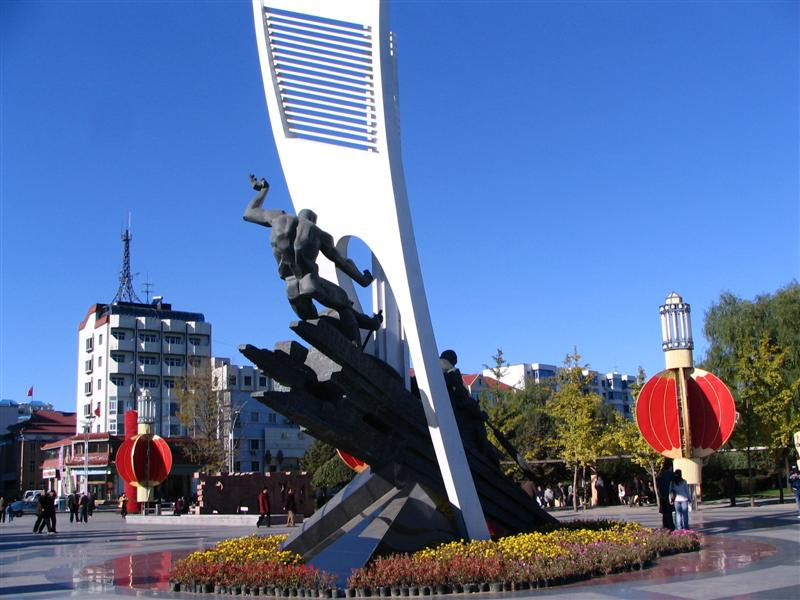
rua de Dandong

Dandong (chinês tradicional: 丹東, chinês simplificado: 丹东, pinyin: Dāndōng), anteriormente conhecida como Andong ou Antung é uma cidade-prefeitura de Liaoning, do nordeste da China. Localiza-se no sudeste da província, na foz do rio Yalu. 

Ela é a maior cidade de fronteira chinesa, ficando de frente a Sinŭiju, na Coreia do Norte. As cidades são separadas pelo rio Yalu, que demarca a Fronteira China–Coreia do Norte. O rio deságua ao sudoeste da cidade, no Golfo da Coreia. A história da cidade é bastante dinâmica, pois está localizada perto dos recursos naturais da região e fica convenientemente perto do oceano. Ela é uma cidade-porto ligada a Cheniangue e Sinŭiju de trem, que serve como o maior centro de exportação da província. Uma quantidade significante de produtos norte-coreanos passam por lá. A cidade é conhecida por disponibilizar itens norte-coreanos contrabandeados a venda, incluindo histórias em quadrinhos. O seu porto foi aberto ao comércio com o ocidente em 1907.
O tamanho da cidade administrativa (prefeitura) é de 14,981.4 km2. No senso de 2020, a população era de 2.188.436, com a área urbana composta por três distritos de 830 km2 (815.576 habitantes).

## Subdivisões
|                              | Chinês | Área (km²) | População |
| ---------------------------- | ------ | ---------- | --------- |
| Distritos                    |        |            |           |
| Distrito de Yuanbao          | 元宝区 | 81         | 190 000   |
| Distrito de Zhen'an          | 振安区 | 669        | 190 000   |
| Distrito de Zhenxing         | 振兴区 | 80         | 380 000   |
| Cidades                      |        |            |           |
| Cidade de Donggang           | 东港市 | 2 496      | 640 000   |
| Cidade de Fencheng           | 凤城市 | 5 518      | 580 000   |
| Condado Autônomo             |        |            |           |
| Condado Autônomo de Kuandian | 宽甸   | 6 186      | 430 000   |